# Épinay-sur-Orge
Épinay-sur-Orge là một xã ở tỉnh Essonne thuộc vùng Île-de-France miền bắc nước Pháp.
Theo điều tra dân số năm 1999, dân số xã này là 9.399 người. Ước tính dân số năm 2005 là 10.181.
The Danh xưng cư dân địa phương Épinay trong tiếng Pháp là Spinoliens.